# A.C.A.B.

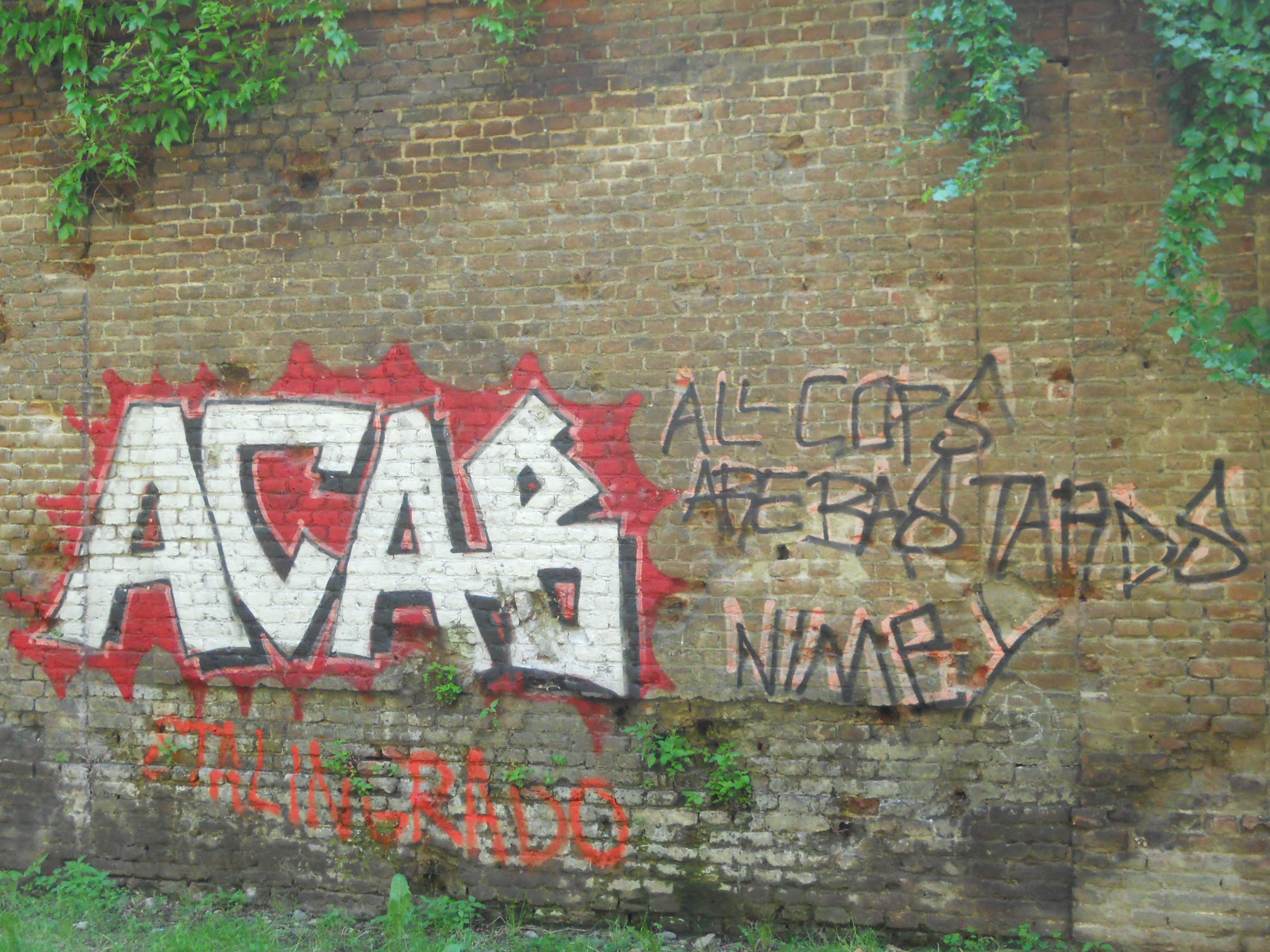
Graffito in Turin, Italien

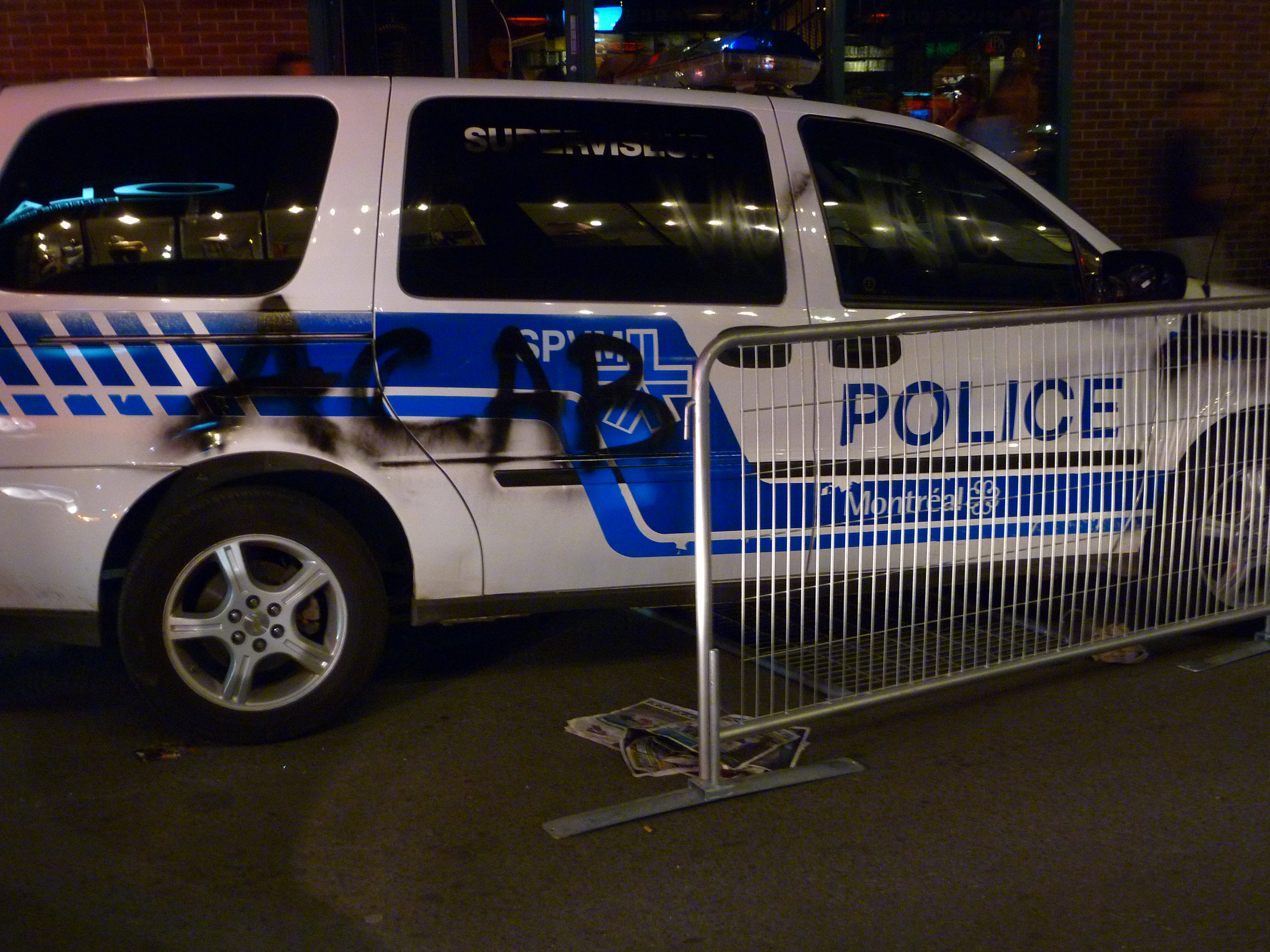
Eine während der Studentenproteste in Québec im Jahr 2012 besprühte Funkstreife in Montréal

Das Akronym A.C.A.B. oder ACAB steht für den englischen Ausspruch All cops are bastards, wörtlich ‚Alle Polizisten sind Bastarde‘ oder sinngemäß ‚Alle Bullen sind Schweine‘. Diese Parole wird von zahlreichen Jugendsubkulturen verwendet, insbesondere unter Autonomen, Punks, Skinheads, Hooligans und Ultras.

## Geschichte
Der genaue Zeitpunkt der Entstehung ist unklar. A.C.A.B. ist eine häufig anzutreffende Gefängnistätowierung in Großbritannien. In Form von Tätowierungen, Aufnähern, Buttons, Schriftzügen auf Jacken und T-Shirts und Graffiti auf Häuserwänden sowie als Songtexte fand das Akronym in den späten 1970er  und frühen 1980er Jahren Eingang in die Jugendsubkulturen des Punk und Oi!. Später wurde der Slogan von Teilen der neonazistischen Szene übernommen. In die frühen 1980er datieren auch die Titel A.C.A.B der deutschen Punkband Slime oder der Londoner Oi!-Band The 4-Skins. Der Slogan wird auch als 1312 codiert dargestellt, entsprechend der Position der Buchstaben im Alphabet.

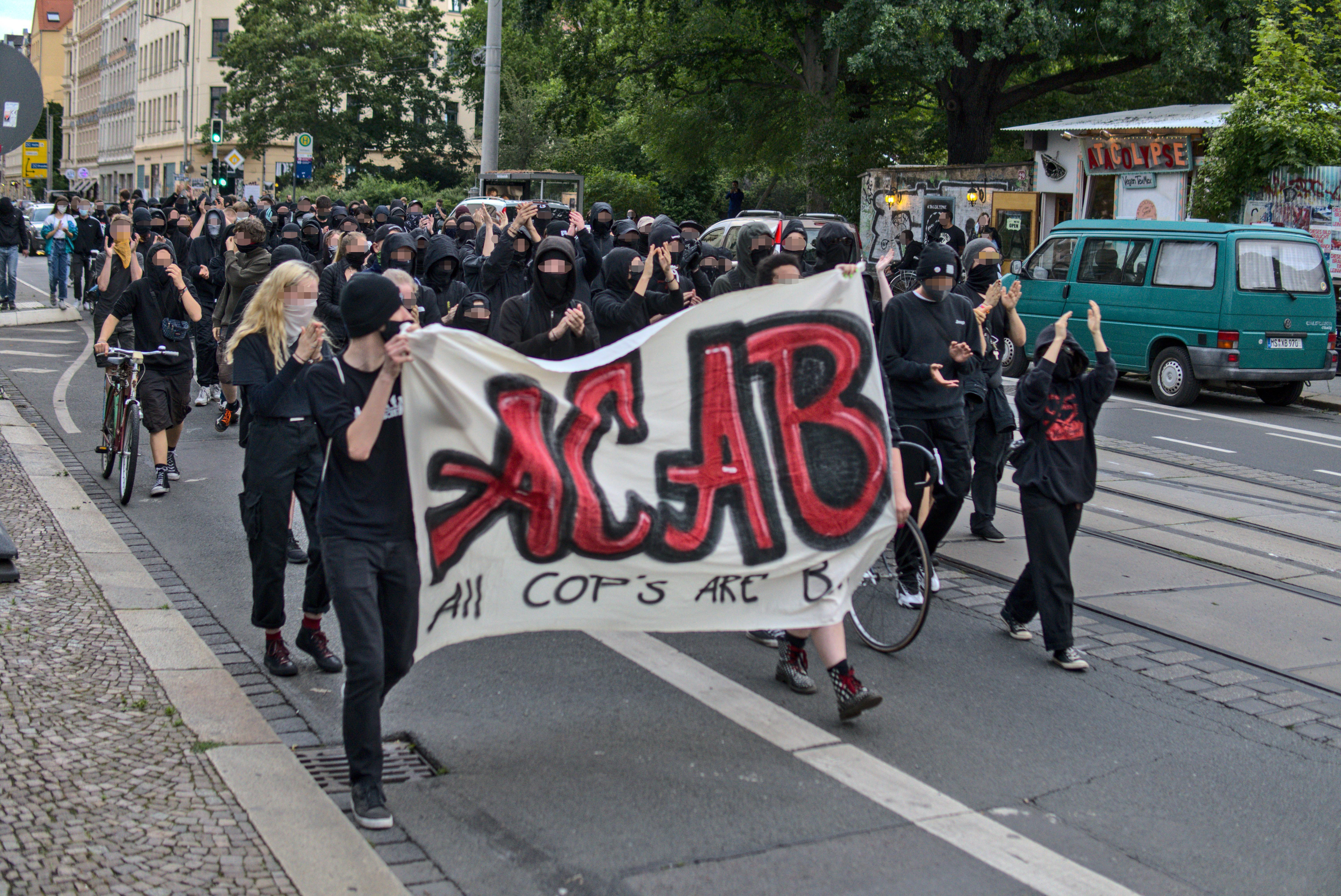
Ein Transparent mit der Aufschrift „ACAB“ auf einer Demonstration in Leipzig gegen die Räumung der Rigaer 94.

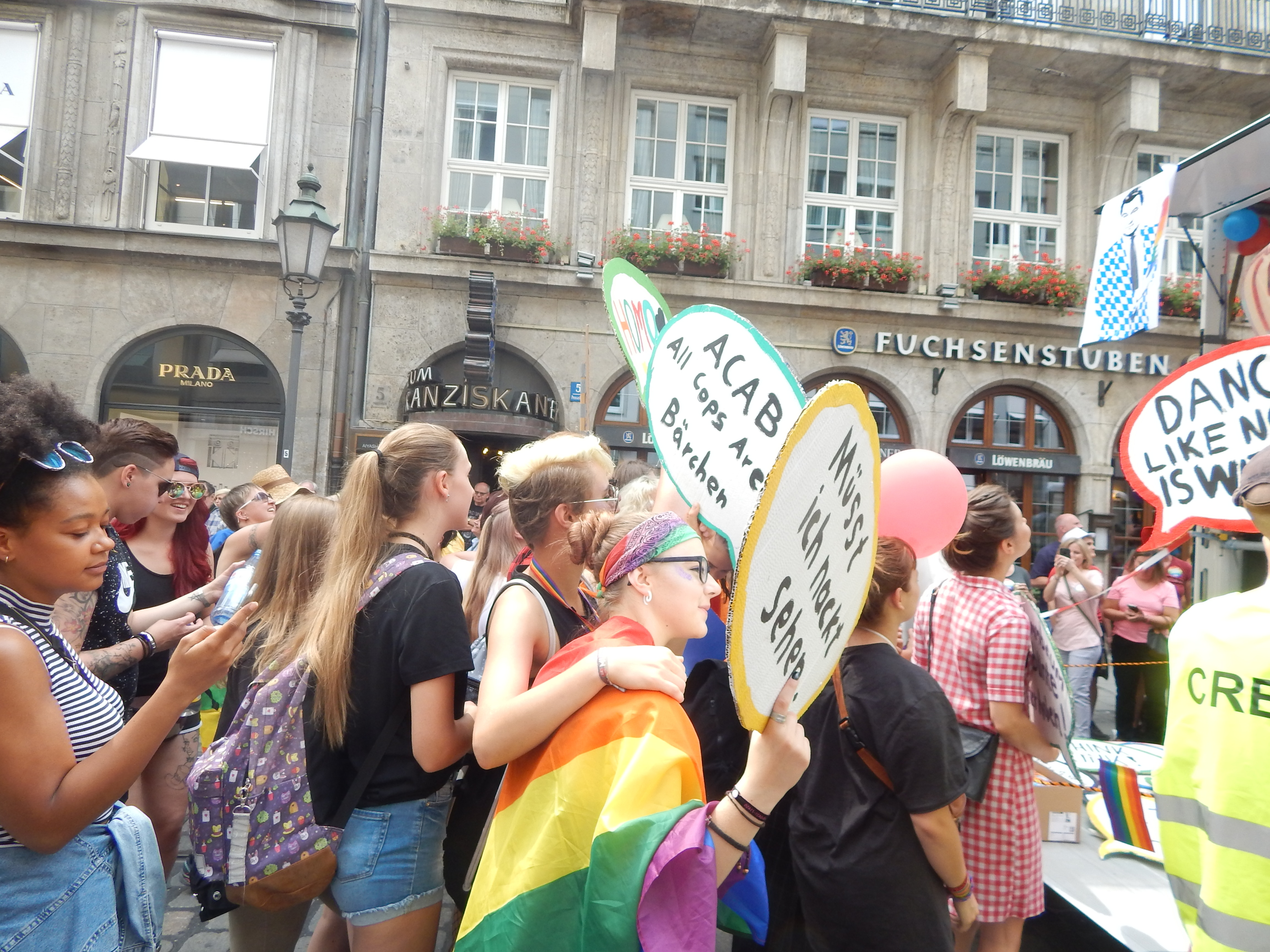
CSD-Parade München 2018. Hier steht mit der Parole All Cops Are Bärchen das B als Verweis auf die Bear Community.

## Weitere und ergänzende Bedeutungen
Neben der bekannten Deutung als All Cops are Bastards haben sich eine Vielzahl von Backronymen und Abwandlungen gebildet. In der linken Szene verwenden einige Menschen alternativ „All Cops are Bullshit“, da der Begriff „Bastard“ auch rassistisch verwendet wird (z. B. „Rheinlandbastarde“). Darüber hinaus kommen aus der linken Szene auch weitere Interpretationen der Abkürzung, wie All colours are beautiful (‚Alle Farben sind schön‘) oder all communists are beautiful (‚Alle Kommunisten sind schön‘). Weit verbreitet im Bereich der Punk-, Skinhead- und Fußballkultur ist die auf die gemeinsame Präferenz von alkoholischen Getränken zurückgehende Aussprache zu Acht Cola, acht Bier, die häufig auch in 8 ColaBier abgewandelt wird. Darüber hinaus gibt es bei Neonazis die antisemitische Variante A.J.A.B. – All Jews are Bastards (‚Alle Juden sind Bastarde‘). Bei Autonomen ist die Abwandlung Autonome Chaoten argumentieren besser verbreitet. Andere mögliche Deutungen sind z. B.: Always carry a bible (‚Habe immer eine Bibel dabei‘), All chicks are beautiful (‚Alle Hühner [= junge Frauen] sind schön‘). Bei Fußballfans findet das an die Ortsbezeichnung Copacabana angelehnte Wortspiel CopACABana Verbreitung.
Im britischen Sprachraum wird manchmal auch die Aussprache All Coppers are Bastards verwendet, so etwa in einem Songtext der britischen Band The 4-Skins.
Seit 2023 wirbt die deutsche Bundespolizei in einer Plakatkampagne mit dem Slogan All Cops Are Beautiful.

## Rechte an A.C.A.B. und Klage
Im deutschen Raum sicherte sich der Textilhändler Troublemaker in der Zeit von 1998 bis 2007 die Rechte an A.C.A.B. und sah sich umgehend mit einer Strafanzeige eines Polizisten konfrontiert, die jedoch keinen Erfolg hatte. Trotz dieses Gerichtsbeschlusses weist Troublemaker auf seiner Internetpräsenz darauf hin, dass es leicht zur Konfiszierung von A.C.A.B.-Textilien kommen könne und in einem solchen Fall kein Ersatz geleistet würde.

## Rechtsprechung zu A.C.A.B., FCK CPS (FUCK COPS)

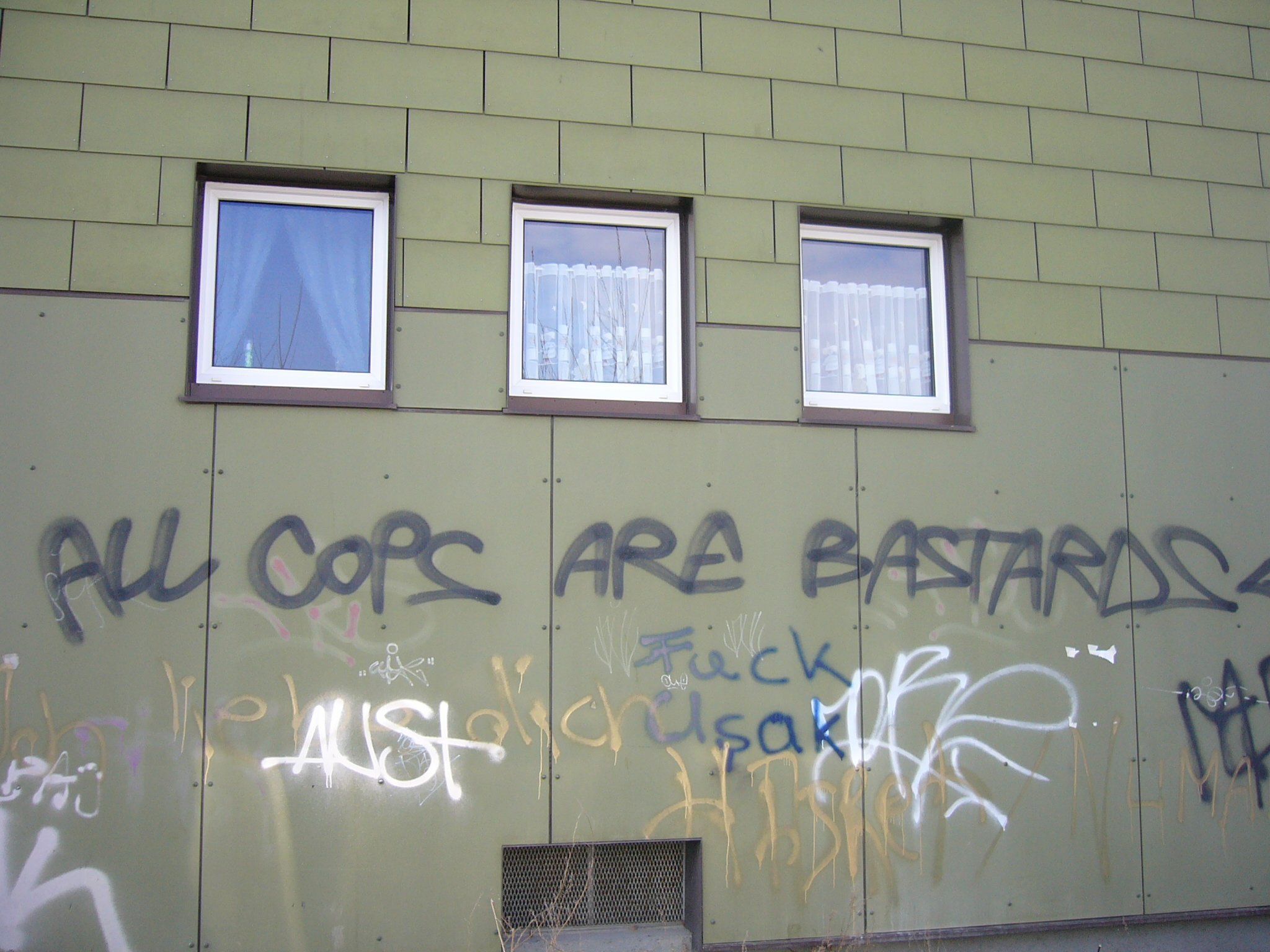
Graffiti an Häuserwand

### Deutschland
Richtet sich ACAB gegen eine klar eingegrenzte Gruppe von Polizisten bzw. einen einzelnen Polizisten, wurde die Strafbarkeit wegen Beleidigung auch in dritter Instanz bereits bestätigt:

„[Der Tatverdächtige] rief einem Polizeibeamten, […], aus einiger Entfernung laut ‚A.C.A.B.‘ zu und zeigte dabei mit ausgestrecktem Arm auf den Polizeibeamten. Es ist revisionsrechtlich nicht zu beanstanden, dass der Tatrichter der genannten Buchstabenkombination den Sinngehalt ‚all cops are bastards‘ beigemessen habe. Denn die Abkürzung ‚A.C.A.B.‘ wird in Jugendsubkulturen und auch in der Neonazi-Szene für diese englischsprachige Parole verwendet und andere Deutungen sind im vorliegenden Fall auszuschließen. Die individuelle Bezeichnung eines Polizeibeamten (‚cop‘) als ‚bastard‘ ist sowohl in der englischen wie auch in der deutschen Sprache objektiv ehrverletzend und ist nach den Urteilsfeststellungen auch subjektiv gewollt als ehrverletzend geäußert worden, ohne dass es dazu irgendeinen Anlass gegeben hätte. Die Formalbeleidigung ist daher weder durch Wahrnehmung berechtigter Interessen gemäß § 193 Strafgesetzbuch noch durch das Grundrecht der Meinungsfreiheit nach Art. 5 Abs. 1 Grundgesetz gerechtfertigt.“

Dass Gerichte bei der Bewertung des Verhältnisses von Meinungsfreiheit und Ehrenschutz bei Kollektivurteilen (vergleiche Soldaten sind Mörder) immer wieder zu anderen Ergebnissen kommen können, zeigt dieser Fall: Bei einem Zweitliga-Spiel des Karlsruher SC gegen den VfL Bochum am 16. Oktober 2010 hatten Fans ein Banner ausgerollt, mit dem ein Polizeieinsatz auf einer Demonstration gegen Stuttgart 21 kritisiert wurde. Anschließend wurde ein Banner mit der Aufschrift ACAB gezeigt. Ein dabei identifizierter Fußballfan erhielt vom Amtsgericht Karlsruhe am 5. April 2011 einen Strafbefehl über eine Geldstrafe von 25 Tagessätzen. Aufgrund des vom Angeklagten eingelegten Einspruchs wurde er in der Verhandlung vor dem Amtsgericht am 12. Mai 2011 freigesprochen. Auf die Berufung der Staatsanwaltschaft hin wurde das Urteil am 8. Dezember 2011 vom Landgericht Karlsruhe bestätigt. Auf die Revision der Staatsanwaltschaft hin hob das Oberlandesgericht Karlsruhe am 19. Juli 2012 diese Entscheidung auf und verwies zu erneuter Verhandlung an das Landgericht zurück, das ihn dann am 25. September 2013 schuldig gesprochen und ihn unter Vorbehalt der Verurteilung zu der Geldstrafe von 20 Tagessätzen verwarnte. Die dagegen vom Angeklagten eingelegte Revision wurde vom Oberlandesgericht Karlsruhe am 20. Mai 2014 abgewiesen. Der hiergegen vom Angeklagten eingelegten Verfassungsbeschwerde wurde mit Beschluss des Bundesverfassungsgericht vom 17. Mai 2016 stattgegeben und die Sache zur erneuten Verhandlung an das Oberlandesgericht Karlsruhe zurückverwiesen: Die Parole sei als allgemeine Äußerung von der Meinungsfreiheit abgedeckt, da damit eine „allgemeine Ablehnung der Polizei und ein Abgrenzungsbedürfnis gegenüber der staatlichen Ordnungsmacht zum Ausdruck“ gebracht würde, und diese nur als Beleidigung einzustufen sei, sofern sie sich auf eine „hinreichend überschaubare und abgegrenzte Personengruppe“ beziehe. Die 3. Kammer des Ersten Senats des Bundesverfassungsgerichts führte zu diesem Personenbezug aus: 

„Hierfür reicht es nicht, dass die die Parole wahrnehmenden Polizeikräfte eine Teilgruppe aller Polizisten und Polizistinnen bilden. Ebenso wenig genügt es den verfassungsrechtlichen Anforderungen an eine personalisierte Zuordnung der Äußerungen, dass sich zur Sicherung des besuchten Fußballspiels auch Einsatzkräfte der Polizei im Stadion befanden und nach der Vorstellung des Beschwerdeführers die Möglichkeit bestand, dass diese die von ihm mit hochgehaltene Buchstabenfolge ‚A C A B !‘ wahrnehmen würden.“

 Der damalige Vorsitzende der Gewerkschaft der Polizei Oliver Malchow bezeichnete die Entscheidung als einen Schlag ins Gesicht. Die Abkürzung stehe nahezu immer in Verbindung mit Gewalt gegen Polizisten.
Eine junge Niedersächsin wurde 2013 vom Amtsgericht Bückeburg wegen des Tragens eines Ansteckers mit der Aufschrift FCK CPS (Disemvoweling von „Fuck Cops“) zu 15 Arbeitsstunden wegen Beleidigung verurteilt, nachdem eine Polizeistreife Anzeige gegen sie erstattet hatte. Einige Wochen zuvor hatten die Polizisten bereits das Tragen eines T-Shirts mit dem gleichen Aufdruck moniert. Die Verurteilte legte beim Oberlandesgericht Revision ein, die von diesem aber verworfen wurde. Sie legte daraufhin Verfassungsbeschwerde vor dem Bundesverfassungsgericht ein, da sie ihr Recht auf freie Meinungsäußerung eingeschränkt sah. In seiner Entscheidung vom 26. Februar 2015 bekräftigte die dritte Kammer des ersten Senats ihre bisherige Rechtsprechung und verdeutlichte, dass die Einschränkung der Meinungsfreiheit (Artikel 5 Grundgesetz) in der Abwägung mit Beleidigungsvorwürfen eine „Äußerung, [die sich] auf eine hinreichend überschaubare und abgegrenzte Personengruppe bezieht“, benötige. Der Schuldspruch des Amtsgerichts Bückeburg wurde aufgehoben.

„Die […] Entscheidungen […] verletzen die Beschwerdeführerin in ihrem Grundrecht auf Meinungsfreiheit aus Art. 5 Abs. 1 Satz 1 GG.
 Der Aufdruck ‚FCK CPS‘ ist nicht von vornherein offensichtlich inhaltlos, sondern bringt eine allgemeine Ablehnung der Polizei und ein Abgrenzungsbedürfnis gegenüber der staatlichen Ordnungsmacht zum Ausdruck. Es handelt sich um eine Meinungsäußerung im Sinne des Art. 5 Abs. 1 Satz 1 GG. Die strafrechtliche Verurteilung der Beschwerdeführerin greift in dieses Grundrecht ein. […]

Eine herabsetzende Äußerung, die weder bestimmte Personen benennt noch erkennbar auf bestimmte Personen bezogen ist, sondern ohne individuelle Aufschlüsselung ein Kollektiv erfasst, kann zwar unter bestimmten Umständen ein Angriff auf die persönliche Ehre der Mitglieder des Kollektivs sein. Je größer das Kollektiv ist, desto schwächer kann auch die persönliche Betroffenheit des einzelnen Mitglieds werden, weil es bei den Vorwürfen an große Kollektive meist nicht um das individuelle Fehlverhalten oder individuelle Merkmale der Mitglieder, sondern um den aus der Sicht des Sprechers bestehenden Unwert des Kollektivs geht. Jedoch ist es verfassungsrechtlich nicht zulässig, eine auf Angehörige einer Gruppe im Allgemeinen bezogene Äußerung allein deswegen als auf eine hinreichend überschaubare Personengruppe bezogen zu behandeln, weil eine solche Gruppe eine Teilgruppe des nach der allgemeineren Gattung bezeichneten Personenkreises bildet.“

Dagegen lehnte das Bundesverfassungsgericht 2020 die Annahme einer Verfassungsbeschwerde gegen eine Verurteilung wegen Beleidigung auf Grund des Aufdrucks „FCK BFE“ auf einem Pullover ab. Die 2. Kammer des Ersten Senats kam zu folgendem Schluss: „Ausgehend von dieser nicht zu beanstandenden fachgerichtlichen Deutung des Verhaltens des Beschwerdeführers als auf die Beamtinnen und Beamten der BFE Göttingen bezogen begegnet die Würdigung des Schriftzugs als strafbare Beleidigung keinen verfassungsrechtlichen Einwänden.“
Das Amtsgericht Regensburg verurteilte am 25. Januar 2012 einen Fußballfan, der anlässlich eines Fußballspiels ein T-Shirt mit der Aufschrift COPACABANA trug, wobei die Buchstabenfolge ACAB farblich abgehoben war, wegen Beleidigung zu einer Geldstrafe in Höhe von 15 Tagessätzen. Das Gericht argumentierte, es liege eine Kollektivbeleidigung vor, welche sich gegen die bei dem Fußballspiel eingesetzten Polizeikräfte als „abgrenzbar[en] und überschaubar[en]“ Personenkreis richte.
In einem Beschluss vom 18. Dezember 2013 verurteilte das Oberlandesgericht München einen Fußballfan zu einer Strafe von 100 Tagessätzen, da er auf einem Fußballspiel eine Hose mit dem Schriftzug ACAB getragen hatte.
Das Amtsgericht Tiergarten entschied 2000 in einem Beschluss, dass die im Tragen eines Bekleidungsstücks mit der Abkürzung A.C.A.B. implizierte Aussage Alle Polizisten seien Bastarde höchstens eine Beleidigung eines Kollektivs sein könne; dieses Kollektiv sei aufgrund der unüberschaubaren Masse an Polizisten jedoch nicht ausreichend definierbar. In der Begründung des Beschlusses heißt es dazu wie folgt:

„Im vorliegenden Fall kann es sich angesichts der tatsächlichen Umstände (Tragen eines T-Shirts mit dem Aufdruck ‚A.C.A.B.‘) nur um die Beleidigung eines Kollektivs handeln, da dies die Abkürzung für den englischen Satz ‚All Cops Are Bastards‘ sein soll. […]“

„Nach der Rechtsprechung des BGH und des BVerfG (vgl. BVerfG NJW 1995, 3303, 3306, sog. zweite ‚Soldaten sind Mörder‘-Entscheidung) ist es verfassungsrechtlich zwar grundsätzlich unbedenklich, die Ehre eines Kollektivs zu schützen. Jedoch muss das Kollektiv, um beleidigungsfähig zu sein, klar abgrenzbar sein. […]“

„Sollte es sich bei der […] Abkürzung ‚A.C.A.B.‘ um den englischen Satz ‚All Cops Are Bastards‘ handeln, ist damit eine unüberschaubar große Gruppe, nämlich ‚alle Polizisten‘ (‚All Cops‘) getroffen. ‚Alle Polizisten‘ ist jedenfalls nach der Rechtsprechung des BVerfG (3306 f. zum Problem der Formulierung ‚Alle Soldaten‘) kein ausreichend definiertes Kollektiv. […] Es kann daher nicht mit der für eine Verurteilung wegen Beleidigung notwendigen Sicherheit ausgeschlossen werden, dass der Angeschuldigte seiner Missachtung grundsätzlich allen Polizisten gegenüber als den Vertretern der Staatsgewalt, völlig unabhängig von ihrer Nationalität, ausdrücken wollte. Dies ist als (strafbare) Beleidigung einer unüberschaubaren großen Personengruppe zu werten.“

Nach den Gründen eines Beschlusses des Oberlandesgerichts Frankfurt am Main vom Mai 2018 kann bei der Benutzung von A.C.A.B. eine Ordnungswidrigkeit wegen Belästigung der Allgemeinheit (§ 118 OWiG) vorliegen, sofern die für eine Strafbarkeit wegen Beleidigung notwendige Individualisierung des Adressaten fehle. Da eine solche Individualisierung im konkreten Fall jedoch vorliege und wegen eines fehlenden Strafantrages keine Bestrafung wegen Beleidigung erfolgen könne, sprach das Gericht einen Freispruch aus. Kurz zuvor hatte bereits im Februar 2018 das Oberlandesgericht Rostock eine Verfolgung als Ordnungswidrigkeit des Aufhängens eines Banners mit A.C.A.B. generell ausgeschlossen. Nach Ansicht des entscheidenden Senates sei die Bestimmung über Belästigung der Allgemeinheit kein allgemeines Gesetz im Sinne der Meinungsfreiheit, das diese wirksam einschränken könne.

### Niederlande
Drei Fans des Fußballvereins Ajax Amsterdam wurden 2011 zu einer Strafe von jeweils 330 Euro verurteilt, da sie bei einem Spiel im April 2010 T-Shirts mit den Ziffern „1312“ (einer Codierung der Buchstaben ACAB) getragen hatten.

### Österreich
In Österreich wurde die Äußerung der Parole A.C.A.B. bis 2019 zumeist als eine Anstandsverletzung gewertet, die verwaltungsrechtlich, etwa mittels Organstrafverfügung, geahndet werden konnte. Der Strafsatz konnte dabei bis 700 Euro (oder ersatzweise eine Woche Polizeihaft) betragen. Strafrechtliche Urteile hinsichtlich einer Bekleidung mit diesem Slogan sind in Österreich nicht bekannt.
Am 18. Juni 2019 entschied der Verfassungsgerichtshof (VfGH) jedoch ähnlich dem deutschen Bundesverfassungsgericht, die Bestrafung der Parole als Anstandsverletzung verletze in bestimmten Fällen das Grundrecht auf Meinungsfreiheit nach Art 10 EMRK. Der Fall betraf einen Fußballfan, der eine A.C.A.B.-Fahne im Stadion geschwenkt hatte. Hier sollte das Transparent laut VfGH „primär auf das angespannte Verhältnis zwischen manchen Fußballfans und der Polizei hinweisen und die ablehnende Haltung gegenüber dem Stand der Polizei als Teil der staatlichen Ordnungsmacht zum Ausdruck bringen“ und sei daher „keine konkrete 'Beschimpfung' bestimmter anderer Personen“. Deshalb sei die geäußerte Kritik „mit Blick auf die in einer demokratischen Gesellschaft besondere Bedeutung und Funktion der Meinungsäußerungsfreiheit bei Beachtung aller Umstände des Falles hinzunehmen“. Die gegen den Fan verhängte Geldstrafe (und das Erkenntnis des Verwaltungsgerichts Wien, das diese zunächst bestätigt hatte) wurden aufgehoben.

### Schweiz
In der Schweiz gab es eine Verurteilung wegen der Parole, die nach Ansicht des Gerichts im Falle einer Einzelbegegnung „keine allgemeine Aussage“ sein könne.

## Musikalische Verwendung
Musikalisch wurde die Abkürzung bereits in den 1980er Jahren öfters aufgegriffen, so von einer der ersten Oi!-Bands, The 4-Skins aus England (die oftmals als Erfinder der Parole angesehen werden), oder 1981 von der deutschen Punkband Slime.
Die Losung fand weitere musikalische Verwendung durch:
- die New-York-Hardcore-Band 25 Ta Life in ihrem Song „Always remember, never forget (A.C.A.B)“
- die malaysische Skinhead-Band A.C.A.B. und musikalisch ihre Nachfolgeband The A.C.A.B.
- den britischen Acidcore-/Acid-Techno-Act A.C.A.B.
- den Deutschrapper Alligatoah in dem Song Hab ich recht auf dem Album Musik ist keine Lösung (2015)
- die Band Die 3 Lustigen Beiden (All Cats Are Bastards)
- die deutsche Electropunk-Band Frittenbude (Heimatlos)
- den Schweizer Liedermacher Guz (Fuck the Cops)
- die österreichische Band Ja, Panik veröffentlichte auf ihrem Album Libertatia (2014) einen Song mit dem Titel Acab, in dem das Akronym als All Cats Are Beautiful interpretiert wird
- den deutschen Satiriker Jan Böhmermann mit seinem Song Ich hab Polizei (2015), allerdings negiert durch Vorsatz des Buchstabens N
- die deutsche christliche Oi!-Band Jesus Skins (als „Alles Christen, alle breit“)
- die deutsche, neonazistische Hooligan-Band Kategorie C
- den österreicher Rapper Kilez More
- die Band Kraftklub in dem Songtext ihres Songs Wieder Winter
- die italienische Rechtsrock-Band Legittima Offesa[30]
- den deutschen Rapper Marteria als Marsimoto in dem Songtext seines Liedes Grünes Haus
- die spanische Oi!-Band Non Servium, feat. Evaristo (A.C.A.B.)
- die deutsche Rechtsrock-Band Oidoxie
- den niederländischen Hardcore-Techno-Produzenten Paul Elstak (zusammen mit Leo Sex)[31]
- die deutsche Oi!-Band Schusterjungs
- die DDR-Punk-Band Spectators Of Suicide[32]
- den Deutschrapper SpongeBOZZ in dem Song A.C.A.B. (2015), A.C.A.B. II (2017) und A.C.A.B. III (2022)
- die deutsche Punk-Band SS-Kaliert[33]
- Swiss: „aus hunderten Kehlen tönt A.C.A.B.“ (Schwarzer Block, 2021)
- Swiss und die Andern: „lernten kein ABC, sondern A.C.A.B.“ (Vermisse Dich, 2015)
- die Berliner Band The Incredible Herrengedeck in dem Text des Songs Angst vor Punk (2008) und A.C.A.B. (2018)
- die britische Skinhead-Band The Last Resort[34]

## Verwendung als Autokennzeichen
Ein von Hamburgern in Aachen gegründeter Verein, der der linken Szene zuzurechnen ist, kaufte 1992 einen von der Polizei ausgemusterten Wasserwerfer. Das Straßenverkehrsamt erteilte 2010 die Zulassung zum Straßenverkehr und das erwünschte Kennzeichen AC AB 1910 – eine Kombination des Begriffs „All Cops Are Bastards“ mit dem Gründungsjahr des FC St. Pauli. Als der Verein den Wasserwerfer bei einer Demonstration in Aachen nach einem Spiel der Alemannia gegen St. Pauli im Februar 2012 einsetzen wollte, führte dies zu einem Verwaltungs- und Gerichtsverfahren, in dem der Betrieb des Wasserwerfers untersagt wurde.

## Film
A.C.A.B. – All Cops Are Bastards ist ein italienisch-französisches Filmdrama aus dem Jahr 2012.